# Họ Cá nhám đuôi dài
Họ Cá nhám đuôi dài (Alopiidae) là một họ cá nhám thuộc bộ Cá nhám thu (Lamniformes), có mặt tại các vùng biển ôn đới và nhiệt đới. Họ này bao gồm 3 loài cá nhám, tất cả đều thuộc về chi Cá nhám đuôi dài (Alopias).

## Từ nguyên
Các tên gọi Alopias và Alopiidae bắt nguồn từ alopex trong tiếng Latinh (tiếng Hy Lạp: ἀλωπεκίας), có nghĩa là cáo. Một số sách báo, tài liệu cũng gọi loài vật này là "cá mập cáo" hay "cá nhám cáo". Tên tiếng Anh "cá mập đuôi lưỡi hái" (thresher shark) bắt nguồn từ chiều dài cực lớn của phần nửa trên của vây đuôi (có thể dài bằng cả phần thân của con vật).

### Phân loài
Họ Cá nhám đuôi dài hiện này có 3 loài còn tồn tại, tất cả đều thuộc chi cùng tên. Tuy nhiên các kết quả nghiên cứu về dị enzyme (allozyme) vào năm 1997 bởi Blaise Eitner cho thấy có thể tồn tại một loài thứ tư. Loài này được cho là xuất hiện ở vùng biển phía Đông Thái Bình Dương, ngoài khơi Baja California, và từng bị nhầm lẫn với cá nhám đuôi dài mắt to. Tuy nhiên, loài này chỉ được biết đến qua các mẫu thịt, cơ và chưa có thông tin chính xác về đặc điểm kiểu hình của chúng được ghi nhận.
Ba loài cá nhám đuôi dài hiện nay được ghi nhận là:
- Cá nhám đuôi dài biển khơi Alopias pelagicus H. Nakamura, 1935
- Cá nhám đuôi dài mắt to Alopias superciliosus R. T. Lowe, 1841
- Cá nhám đuôi dài thông thường Alopias vulpinus (Bonnaterre, 1788)

## Ngoại hình và cơ thể

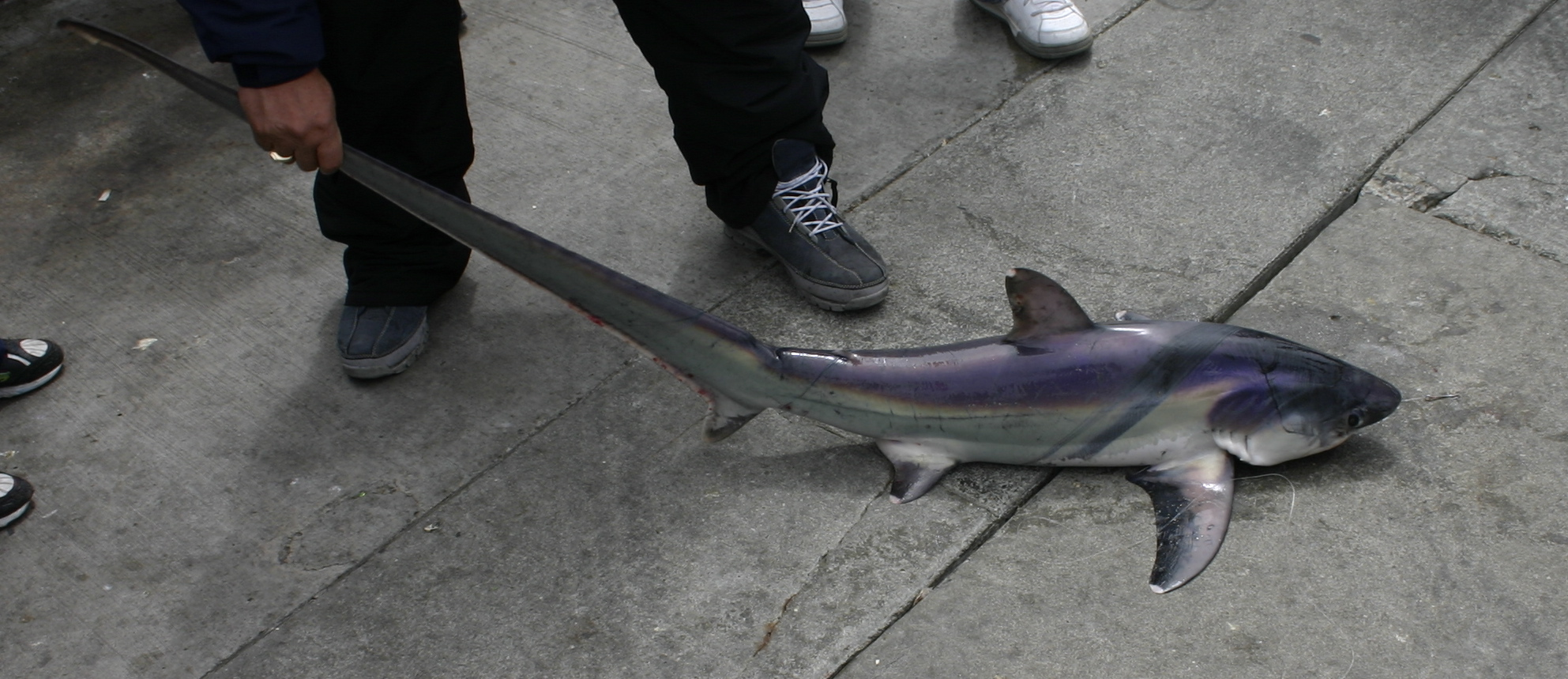
Một con cá nhám đuôi dài nhỏ màu tím bắt được ở cầu tàu Pacifica, California